# Kick Off 2
Kick Off 2 è un videogioco di calcio, seguito di Kick Off nella celebre serie di Kick Off, pubblicato nel 1990 dalla Anco per i computer Amiga, Amstrad CPC, Atari ST, Commodore 64, MS-DOS e ZX Spectrum. Nel 1991 la Imagineer lo pubblicò anche per SNES, con il titolo World League Soccer in occidente e Pro Soccer in Giappone, e per Sharp X68000 con il titolo Pro Soccer 68.
Le versioni originali, Amiga e Atari ST, vennero sviluppate da Dino Dini (programmazione e game design) con la collaborazione di Steve Screech (design grafico, tattiche, testing).

## Modalità di gioco
Kick Off 2 mantiene la struttura di base del precedente Kick Off introducendo molte migliorie di dettaglio. Il campo di gioco è mostrato dall'alto, con scorrimento multidirezionale e (non in tutte le conversioni) una minimappa in sovraimpressione. Sono disponibili vari tipi di tornei, eventi singoli o allenamento. Possono partecipare simultaneamente due giocatori come avversari o nella stessa squadra, e nelle versioni più evolute (almeno Amiga e ST) anche fino a quattro giocatori in simultanea due contro due. Come in Kick Off c'è il caratteristico controllo della palla che non rimane sempre automaticamente attaccata ai piedi del calciatore, ma viene continuamente calciata in avanti.
Tra le opzioni inserite, non tutte presenti in tutte le conversioni, ci sono differenti campi da calcio, dotati di proprie caratteristiche di rimbalzo e di frizione a terra con la palla, maglie personalizzabili, squadre e tattiche personalizzate create con Player Manager, calci di punizione diretti con barriera, intensità del vento, replay salvabili, arbitri con caratteristiche variabili. Si può abilitare o meno anche la possibilità di effettuare tiri a effetto agendo sui controlli subito dopo aver calciato, metodo battezzato After Touch. Da Player Manager viene ripresa anche l'opzione per controllare sempre un calciatore fisso anziché automaticamente il più vicino alla palla.

## Altre versioni
Uscirono a breve distanza diverse espansioni e varianti, di solito per Amiga e Atari ST:
- Kick Off 2 + World Cup 90 (1990, versione con i Mondiali 1990)
- Kick Off 2 (1990, versione migliorata per Amiga dotati di 1MB di RAM)
- Kick Off 2: Giants of Europe (1990, espansione che aggiunge 32 squadre europee)
- Kick Off 2: The Final Whistle (1991, espansione che aggiunge il fuorigioco)
- Kick Off 2: Return to Europe (1991, espansione che aggiunge le competizioni europee per club)
- Kick Off 2: Winning Tactics (1991, espansione che aggiunge nuove tattiche)
- Kick Off 2: Super League (1991, espansione mai pubblicata)
- Kick Off 2: Maths Disk (1991, espansione mai pubblicata)[3]

## Premi
- 1990 EMAP Images Golden Joystick Award - Gioco dell'anno (16 bit)
- 1990 Tilt d'or (premio della rivista francese Tilt)

## Sequel
Nel 1992 un seguito fu pianificato da Dino Dini alla Anco col nome di Kick Off 3. Tuttavia Dini decise di lasciare la Anco quando seppe che il proprietario Anil Gupta era in contatto con gli sviluppatori rivali Sensible Software e non si sentiva in dovere di restare fedele a Dini. Questi portò con sé il progetto Kick Off 3, che venne pubblicato dalla Virgin Games con il nome Goal! nel 1993; nel 1994 Anco pubblica un seguito ufficiale col nome Kick Off 3, sviluppato interamente da Steve Screech, un gioco completamente diverso con nulla in comune con i precedenti lavori di Dino Dini.
Nel 2002 è stato pubblicato un remake di Kick Off 2 intitolato Kick Off 2002, curato da Steve Screech.
Nel 2016 Dino Dini crea un remake in 3D per Playstation 4 chiamato Dino Dini's Kick Off Revival; il gioco venne accolto male sia da critica sia dai giocatori, tanto che Metacritic lo inserisce come secondo titolo peggiore del 2016 e Vice lo definisce il peggior gioco di calcio di tutti i tempi. 
Sempre nel 2016 la community di Kick Off World pubblica il reboot in 2D di Kick Off 2, AfterTouch Soccer per Windows, macOS, Linux e Android, in collaborazione con uno degli autori del gioco originale, Steve Screech, che concede l'utilizzo della sua grafica originale. 